# Ramstein – Das durchstoßene Herz
Ramstein – Das durchstoßene Herz ist ein deutscher Fernsehfilm. Die Erstausstrahlung war am Mittwoch, dem 26. Oktober 2022 im Ersten.

## Handlung
Der Film behandelt nicht nur die dramatischen Ereignisse des Flugtagunglücks von Ramstein am 28. August 1988, sondern erzählt durch die Verschränkung von vier Zeitebenen im Drehbuch auch von der Aufarbeitung der Katastrophe durch zwei Ermittler, der jahrelangen Betreuung der Opfer, Helfer und Angehörigen in einer Nachsorgegruppe bis hin zum Einsatz einzelner Opfer als Erstbetreuer für die Angehörigen der Opfer des Birgenair-Unglücks am 6. Februar 1996 vor der Dominikanischen Republik.

## Hintergrund
Der Film wurde vom 13. Juli 2021 bis zum 24. August 2021 in Belgien gedreht. Die Premiere erfolgte am 24. Juni 2022 auf dem Münchener Filmfest. Am 4. September lief er auf dem Festival des deutschen Films in Ludwigshafen am Rhein. Ursprünglich existierten die Pläne zur filmischen Umsetzung dieses Themas schon seit den 1990er Jahren. Wie der Regisseur Kai Wessel in einem Interview mit dem österreichischen Luftfahrtexperten Patrick Huber für dessen Buch Als der Tod vom Himmel stürzte – die Flugtagkatastrophe von Ramstein schildert, habe Drehbuchautor Holger Karsten Schmidt den Stoff damals bereits einem großen deutschen Privatsender zur Verfilmung angeboten, doch dort wollte man Änderungen, von denen Schmidt nicht begeistert war. Über die Jahre ging das Drehbuch durch verschiedene Hände. „Es klappte allerdings nie, vermutlich weil das Projekt zu wenig Eventmovie war, es keine Liebesgeschichte gab und auch kein Happy End“, so Wessel gegenüber dem Buchautor. Erst als Simone Höller und der SWR „ins Spiel kamen“, klappte die Umsetzung. Zahlreiche Überlebende der Flugtagkatastrophe und Hinterbliebene von Opfern waren bei den Dreharbeiten vor Ort und wirkten als Berater mit, darunter auch Roland Fuchs oder Dr. Klaus-Peter Wresch, der erste externe deutsche Notarzt, der am 28. August 1988 in Ramstein eintraf. Einige dieser Personen sind bei der Schlussszene des Films am (nachgebauten) Gedenkstein zu sehen, werden allerdings namentlich nicht erwähnt – unter anderem Roland Fuchs, Dr. Wresch sowie das Therapeutenehepaar Jatzko. Im Gespräch mit Patrick Huber lobte Roland Fuchs die Arbeit des Filmteams: „Die Filmcrew war sehr einfühlsam und man spürte das Interesse der Beteiligten – angefangen vom Drehbuchautor, über den Produzenten und den Regisseur bis hin zu den einzelnen Schauspielern.“ Auch mit dem Endprodukt ist Fuchs zufrieden: „Ich finde, man hätte die ganze Katastrophe nicht besser in 90 Minuten zusammenfassen können. Jede Minute des Films, jede Szene und jeder Satz hat, wenn teilweise auch leicht abgeändert, einen realen und wichtigen Hintergrund. Der Film ist aus meiner Sicht keineswegs reißerisch oder voyeuristisch, sondern so ehrlich und real wie man es dem Zuschauer eben zumuten kann.“

## Rezeption

### Kritiken
„Die Szenen wirken wie aus dem Familienleben gegriffen, alltäglich, die Nähe zu den Charakteren wird nicht forciert. Das hat den positiven Nebeneffekt, dass Schmidt den Zuschauer nicht wie bei den TV-Katastrophenfilmen der 00er Jahre in das Ratespiel verstrickt, wer wohl überleben werde und wer nicht. In ‚Ramstein‘ liegt von Anfang an – aufgrund der Kenntnis der Umstände – eine respektvolle Ernsthaftigkeit über den Bildern. Schmidt und Regisseur Kai Wessel setzen auf Ruhe und Konzentration.“

„‚Ramstein‘ ist kein Katastrophenfilm, schon gar nicht mit Heldengeschichten, und es ist auch kein Empörungsfilm. Dramaturgische und andere Emotionalisierungskniffe meidet er, Sentimentalitäten gönnt er sich nicht. Schmidt und Wessel, vor allem aber auch die jede Zeitebene anders charakteristisch zeigende Kamera von Holly Fink verbindet Vorgänge, Bespiegelungen und Auswirkungen zu einem Ganzen, das Raum und Zeit lässt für die Bewertungen des Publikums. Ohne freilich im verantwortungsethischen Sinne ‚neutral‘ zu sein.“

„Virtuos ist […] neben dem Spiel mit verschiedenen Zeitebenen auch die Auswahl und Montage der Einzelvignetten, die sich zu einem ebenso umfassenden wie angemessenen Querschnitt des Ramstein-Traumas formen. Schmerz und Empörung hinterlässt der Film auch, indem er an die ausgebliebene Bereitschaft der Verantwortlichen erinnert, Fehler einzuräumen.“

### Einschaltquoten
Die Erstausstrahlung von Ramstein – Das durchstoßene Herz am 26. Oktober 2022 wurde in Deutschland von 3,47 Millionen Zuschauern gesehen und erreichte einen Marktanteil von 13,5 % für Das Erste.

### Auszeichnungen
Beim Filmfest München 2022 waren die Produzenten Simone Höller und Michael Smeaton für den Bernd Burgemeister Fernsehpreis nominiert.
Beim Festival des deutschen Films in Ludwigshafen im Jahr 2022 war der Film für den Rheingold Publikumspreis nominiert.